# Tilapia bythobathes
Tilapia bythobathes é uma espécie de peixe da família Cichlidae.
É endémica de Camarões.